# Радица Бабић
Радица Бабић (Крагујевац, 16. јун 1956) српска је глумица.

## Биографија
Радица Бабић рођена Настић рођена је у Крагујевцу 16. јуна 1956 године.